# Cavillatrix papuana
Cavillatrix papuana är en tvåvingeart som beskrevs av Hiroshi Shima 1996. Cavillatrix papuana ingår i släktet Cavillatrix och familjen parasitflugor. Inga underarter finns listade i Catalogue of Life.